# Grandison (Film)
Grandison ist ein 1978 entstandenes, deutsches Liebesfilmdrama von Achim Kurz. Marlène Jobert und Jean Rochefort spielen das Ehepaar Grandison, Helmut Qualtinger den die Witwe in seiner Unbarmherzigkeit verfolgenden Ankläger.

## Handlung
Die Geschichte basiert auf wahren Begebenheiten, deren Gerichtsunterlagen aus dem frühen 19. Jahrhundert die Zeiten überdauert haben. Im Mittelpunkt steht ein überaus ehrgeiziger Heidelberger Stadtamtsdirektor und Ankläger, der mit allen Mitteln der Witwe eines toten Räubers ein Schuldeingeständnis zu ihrer unterstellten Mitwisserschaft zu entlocken versucht.
Kurz nach der Befreiung Deutschlands vom napoleonischen Terror, im Jahre 1814. In Berlin wird der Bürger Carl Grandison, ein bis dahin anerkanntes Mitglied der Gesellschaft, verhaftet. Ihm, dem gelernten Perückenmacher, der mit Rose, der Tochter einer Wäscherin verheiratet ist, wird vorgeworfen, sich durch fortwährende Hochstapelei und Diebstahl ein beträchtliches Vermögen ergaunert zu haben. In Heidelberg hat sich das Ehepaar mit seinen drei Kindern einen Ruf als wohlanständige Großkaufmannsfamilie erworben, ein schmuckes Palais zeugt äußerlich davon, dass man es, wie man so sagt, „geschafft“ hat. Man ist der gefeierte Mittelpunkt des gesellschaftlichen Lebens. Nun aber erfolgt der jähe Absturz. Der Ganove sitzt in Untersuchungshaft, der prachtvolle Stadtsitz wurde requiriert. Ehe der Prozess gegen Grandison eröffnet werden kann, nimmt der Delinquent sich das Leben und lässt seine Frau mit den sich enorm auftürmenden Sorgen und den Kindern allein zurück. Stadtamtsdirektor Ludwig Pfister ist jedoch nicht bereit, es dabei bewenden zu lassen, ihm liegt sehr daran, vor Gericht die Mitschuld der Ehefrau, nunmehr Witwe, feststellen zu lassen. Und so wird statt Carl Rose Grandison angeklagt.
Pfister, der die Anklage persönlich in die Hand nimmt, informiert Rose nicht darüber, dass sich ihr Mann hinter Gittern bereits das Leben genommen hat und versucht fortan, sie mit intellektueller Schärfe und dialektischer Brillanz zu einem Geständnis zu bringen. Bald nehmen die Verhöre Pfisters inquisitorische Formen an, die Unklarheit über Carl Grandisons Zustand hinter Gittern soll Rose „weichkochen“. Pfister will nicht nur den Verbleib des gestohlenen Geldes erfahren, ihm liegt vor allem etwas an Roses Schuldeingeständnis. Doch Rose Grandison, die von den Beutezügen ihres Mannes gewusst hat, war auf diesen Moment vorbereitet, hatte ihr Gatte doch einst angekündigt: „Wenn sie mich bekommen, bringe ich mich um. Du und die Kinder kommen durch mich nicht in Schimpf und Schande. Es gibt keine Mitwisser, du musst nur schweigen!“ Rose hält sie sich eisern daran, auch nachdem sich ihr Mann in der Gefängniszelle erhängt hat. Das Duell zwischen Witwe und Ankläger zieht sich über ein Jahr hin, doch die Liebe zwischen dem nicht mehr existenten Ehepaar Grandison obsiegt letztlich über Carls Tod hinaus über all die intellektuell-brillante Schärfe eines ebenso sprachlich gewandten wie gnadenlosen Verfolgers.

## Produktionsnotizen
Grandison entstand an 71 Tagen zwischen dem 4. März und dem 23. Mai 1978. Gedreht wurde in Bad Wimpfen, Heidelberg, Wanfried, Michelstadt, Amorbach, Gengenbach, Ladenburg und Jagsthausen. Der Film wurde am 29. März 1979 im Mannheimer Planken-Kino-Center uraufgeführt.
Regisseur Kurz, dessen einziger Film dies war, hatte nur für „Grandison“ in Stuttgart eine eigene Produktionsfirma gegründet. Da der Film trotz allgemeiner Anerkennung bezüglich der gestalterischen Akkuratesse und Qualtingers schauspielerischer Leistung floppte, konnte Kurz keine weiteren Arbeiten auf die Beine stellen. Er starb bereits 1985.

## Wissenswertes
Die Produktion verschlang insgesamt 4,1 Millionen Mark, für eine deutsche Produktion jener Jahre eine ausgesprochen hohe Summe. Diese konnte nur mit starker Beteiligung von Banken und mittels Ausschöpfung aller Vorteile der Steuergesetzgebung generiert werden und war vor allem dem großen Aufwand geschuldet, den Kurz betrieb, um exakt die Stimmung der deutschen Romantik zu Beginn des 19. Jahrhunderts zu treffen. Inklusive der Vorbereitungsphase hat die Realisierung dieses Projekts etwa drei Jahre gedauert. In der Fachzeitschrift Cinema heißt es dazu: „Drehtermine sind nach Licht- und Sonneneinfall im Voraus berechnet worden. Der ganze Film wurde mit einem einzigen Objektiv gedreht, in Farben und Stimmung völlig an das Vorbild der romantischen Maler angepaßt. Stoffe wurden eingefärbt, Kulissen umgespritzt, ja, sogar Make-up-Farben speziell gemischt, um die völlige Farbharmonie der Romantiker zu erreichen.“ Auch die musikalische Bearbeitung folgt präzise den auf der Leinwand dargestellten Emotionen: Während die Justizszenen von Synthesizer-Klängen eingeführt werde, setzte man Jazzklänge für die Gauner-Szenen ein, während die Momente, in denen einzig das Liebes- und Ehepaar Grandison im Mittelpunkt der Handlung steht, von der Musik eines großen Sinfonieorchesters begleitet werden. Wolfgang Dauner selbst, der die Musik komponierte, ist am Klavier, dem Synthesizer und als Percussionist zu hören.

## Kritiken
„Sie ist schön, klug, geheimnisvoll: Rose Grandison (Marlene Jobert), die in Heidelberg Anno 1814 ein herrschaftliches Haus führt. Sie ist stolz und mutig: Rose Grandison, die ein Jahr lang vom Untersuchungsrichter Pfister (Helmut Qualtinger) in manchmal geradezu perfider Weise verhört wird, weil die Überfälle und Gaunereien ihres Mannes (Jean Rochefort) auch auf sie, die Mitwisserin, zurückfallen. Um diese drei Figuren herum rankt sich die Geschichte vom schwäbischen Robin Hood, die der 36jährige Kino-Debütant Achim Kurz in exquisiten Licht- und Farbkompositionen und in genau arrangierten Bildern inszeniert, und nach einem ausgeklügelten Finanzierungsmodell (Beteiligung der Banken und Ausschöpfung aller Vorteile der Steuergesetzgebung) auch produziert hat. Nicht das Wort – außer in den Verhören –, sondern das Bild, unterstützt von Wolfgang Dauners Musik, beeindruckt den Zuschauer. Aber er muß sich auch an die Erzählweise gewöhnen. Vor allem die Liebesgeschichte zwischen Rose und Carl Grandison, die Achim Kurz an diesem authentischen Fall am meisten interessierte, kommt fast ohne Worte aus, wird als romantisch verklärte Erinnerung der Rose Grandison in die Verhöre hineingeschnitten. Und da auch die Hochstapeleien in kurzen Rückblenden erzählt werden, fällt es manchmal schwer, der Chronologie der Geschichte zu folgen, bleibt die Figur Grandisons, eben weil sie nur in Episoden vorkommt, seltsam farblos. Farblos in dieser Komposition aus Braun und Gelb.“

„Da ist zuerst Helmut Qualtinger zu nennen, der mit einem Minimum an Mimik diesen Dr. Pfister lebendig werden läßt, eine Mischung aus Sadismus, von Dünkel und Begehrlichkeit.“

„Qualtinger gestaltet in GRANDISON den Stadtamtsdirektor Pfister als sinistren Beamten und wird in seiner Beziehung zur schönen Gefangenen zu einer Art Scarpia-Figur. Das Drehbuch des Schriftstellers Michail Krausnick entstand nach den Originalskripten Pfisters, der über das Verhör Buch führte. (…) Qualtinger investigiert zumeist hinter seinem Schreibtisch verschanzt, durchmisst den Raum mit einer ökonomisch berechneten Anzahl von Schritten. Sein geduldiges Lächeln wird nur selten von gut getimtem Aufbrausen unterbrochen, es ist eine Studie über verhaltenen, geduldigen Sadismus.“

„Grandison – das ist die perfekte Harmonie zwischen Bildern, Darstellern, Handlung: ein Film, der in seiner Großzügigkeit und einzigartigen Ausstattung direkt auf das Kinopublikum zugeschnitten sein soll.“

„Der Fall des Postkutschenräubers Carl Grandison, der in Heidelberg als angesehener Kaufmann lebte und 1814 in der Haft Selbstmord beging, als Stoff für einen teuren (5,1 Mio. DM) überästhetischen Rückblendenfilm: Die Dekorationen, Requisiten und Kostüme stimmen, sonst wirkt alles unecht. Die Personen sind leblos, die Dialoge nichtssagend, die Bilder sind zwar wunderschön, doch die ganze Geschichte bleibt inhaltsleer.“